# Becky Sundstrom
Rebecca ("Becky") Sundstrom (Glen Ellyn, 10 mei 1976) is een Amerikaanse voormalig langebaanschaatsster. Haar jongere zus Tama Sundstrom was ook een internationaal schaatsster. Sundstrom is anno 2011 getrouwd met voormalig Amerikaans langebaanschaatser Nick Thometz, met wie ze twee kinderen heeft.

## Carrière
In 1995 nam Sundstrom voor de vierde en laatste maal mee aan het Wereldkampioenschap Allround voor junioren in het Finse Seinäjoki. Dit keer won ze de gouden medaille, voor langebaanschaatssters als Anni Friesinger en Renate Groenewold, nadat ze een jaar eerder niet bij de podiumplaatsen in de buurt kwam.
Daarna nam ze elk jaar, uitgezonderd 2002 (toen was er geen kampioenschap), mee aan de Wereldkampioenschappen afstanden. De beste prestatie in haar carrière op dit kampioenschap is de 6e plaats op de 1000 meter in 1996, verder eindigde ze in 1998, op zowel de 1000 meter als 1500 meter, als 7e. Ook nam Sundstrom, in haar korte schaatscarrière, achtmaal mee aan het Wereldkampioenschap sprint. Haar beste klassering, over vier afstanden, was de 9e plek in 1997.
Verder heeft Sundstrom tweemaal deelgenomen aan de Olympische Winterspelen, de eerste maal in 1998 in Nagano en vier jaar later in Salt Lake City. Beide keren reed ze de 500, 1000 en 1500 meter. Maar in Nagano had ze, op elke afstand, een betere klassering. Haar beste prestatie was die op de 1000 meter, waarop ze als 6e eindigde.
Een jaar na de Olympische Winterspelen van 2002 in eigen land, besloot Sundstrom om op 26-jarige leeftijd een punt achter haar carrière te zetten.

## Persoonlijke records
| Afstand    | Tijd    | Datum            | Baan           |
| ---------- | ------- | ---------------- | -------------- |
| 500 meter  | 38,49   | 27 december 2002 | Salt Lake City |
| 1000 meter | 1.15,58 | 12 januari 2003  | Salt Lake City |
| 1500 meter | 1.57,28 | 16 maart 2001    | Calgary        |
| 3000 meter | 4.14,60 | 17 maart 2001    | Calgary        |
| 5000 meter | 7.33,80 | 15 maart 1998    | Heerenveen     |

## Wereldrecords
| Nr. | Afstand      | Tijd/Punten | Datum               | Baan    |
| --- | ------------ | ----------- | ------------------- | ------- |
| 1   | minivierkamp | 161,439     | 27/29 november 1998 | Calgary |

## Resultaten
| Jaar | WK sprint            | WK allround          | WK afstanden                 | Olympische Spelen                      | Wereldbeker                  | WK Junioren          |
| ---- | -------------------- | -------------------- | ---------------------------- | -------------------------------------- | ---------------------------- | -------------------- |
| 1992 |                      |                      |                              |                                        |                              | NC41 (43, 21, 28, -) |
| 1993 |                      |                      |                              |                                        | NC15 (12, 13, 13, -)         |                      |
| 1994 |                      |                      |                              |                                        | 7e · (, 7, 6, 8)             |                      |
| 1995 |                      | NC14 (4, 20, 14, -)  |                              | 23e 500m 27e 1000m 31e 3k/5k           | · (, )                       |                      |
| 1996 | 10e (14, 10, 15, 8)  | 11e · (, 11, 17, 10) | 15e 500m 6e 1000m 13e 1500m  | 17e 500m 12e 1000m 17e 1500m 30e 3k/5k |                              |                      |
| 1997 | 9e (13, 4, 13, 6)    | 11e · (, 13, 19, 11) | 10e 500m 12e 1000m 14e 1500m | 22e 500m 6e 1000m 21e 1500m 36e 3k/5k  |                              |                      |
| 1998 | 11e (13, 9, 15, 10)  | 11e · (, 7, 14, 11)  | 12e 500m 7e 1000m 7e 1500m   | 17e 500m 6e 1000m 12e 1500m            | 19e 500m 8e 1000m 17e 1500m  |                      |
| 1999 | 18e (18, 15, 18, 17) |                      | 18e 500m 12e 1000m 17e 1500m |                                        | 29e 500m 28e 1000m 34e 1500m |                      |
| 2000 | 23e (25, 17, 25, 24) |                      | 20e 500m 21e 1000m           | 25e 500m 10e 1000m 26e 1500m           |                              |                      |
| 2001 | 14e (17, 12, 16, 12) |                      | 19e 500m                     | 25e 500m 12e 1000m 41e 1500m           |                              |                      |
| 2002 | 17e (19, 13, 19, 14) |                      |                              | 20e 500m 16e 1000m 13e 1500m           | 25e 500m 14e 1000m 38e 1500m |                      |
| 2003 | 12e (13, 10, 14, 6)  |                      | 10e 1000m 9e 1500m           |                                        | 19e 500m 7e 1000m 32e 1500m  |                      |

- = geen deelname
NC# = niet gekwalificeerd voor de laatste afstand, maar wel als # geklasseerd in de eindrangschikking
(#, #, #, #) = afstandspositie op sprinttoernooi (500m, 1000m, 500m, 1000m), op allroundtoernooi (500m, 3000m, 1500m, 5000m) of op juniorentoernooi (500m, 1500m, 1000m, 3000m).